# 박세희 (교수)
박세희(朴世熙, Sehie Park, 1935년 ~)는 대한민국의 수학자, 서울대학교 교수이다.

## 학력
- 1959년: 서울대학교 문리과대학 이학사(수학)
- 1961년: 서울대학교 대학원 이학석사(수학)
- 1975년: 미국 인디애나 대학교 대학원 이학박사(수학)

## 주요경력
- 1964 ~ 1991년: 서울대학교 교수
- 1982 ~ 1984년: 대한수학회 회장
- 1994 ~ 현재년: 한국과학기술한림원 창립회원, 정회원, 이사, 종신회원
- 2001 ~ 현재년: 대한민국학술원 회원

## 생애 및 업적
어린 시절 독서광이었고 문학과 철학, 역사 등 인문학에 관심이 많았으나, 분단과 한국 전쟁으로 사회가 혼란한 것을 목격하면서 정치와 이념에 좌우되지 않는 과학 연구에 뜻을 두게 되었다. 그래서, 서울대학교 문리과대학에 진학한 뒤에도 문학, 철학, 역사 등 인문계 과목을 활발히 수강했는데, 이는 뒷날 그의 저술 활동에도 도움을 주었다. 수학을 전공한 것은 고급인력에 대한 수요 자체가 많지 않았던 1950년대 한국 사회에서 “최소한 고등학교 교사는 할 수 있다는” 생각 때문이었다. 하지만 대학에서 은사(최윤식 교수)의 권유로 대학원에 들어갔고, 이후 무급조교부터 시작하여 정년 후 명예교수 기간까지 합하면 약 60년에 걸쳐 서울대학교 수학과에 몸을 담았다.

### 활발한 대중 저술로 수학과 수학사, 수학철학 등의 대중화에 기여
60여 년의 연구 이력에 걸쳐 405편의 연구논문, 304편의 미국 수학회 Mathematical Reviews 게재 논문, 104편의 수학사와 수리철학 해설논문, 29권의 저서와 역서 등 842편을 남겼다. 또한 국제학술회의 연구 발표 160여회, 국내회의와 대학 초청강연 100여회 등을 통해 국내 수학계의 활성화는 물론 한국 수학계의 국제적 위상을 높였다. 그리고, 각종 교과서의 편찬에 주도적으로 참여한 것은 물론, 수학과 수학사, 수학철학 등을 알기 쉽게 소개하는 대중서를 저술하거나 번역했다.

### 수학교육의 체계화
서울대학교 수학과에 재직하면서 30여 년간 세미나를 주재하며 15명의 석사와 12명의 박사를 양성했다. 또한 교과과정과 교재를 현대화했고, 서울대학교 수학과의 첫 번째 신제 박사를 배출하는 등 대학원 과정의 교육과 연구를 정상 궤도에 올리는 데 중심적 역할을 했다. 또한 대한수학회 활동을 통해 한국 수학계의 토대를 다졌다. 대학원에 진학한 1959년 이후 오래도록 대한수학회의 여러 직책을 역임하면서 학회 운영, 학술지 창간, 기금 모금 등 많은 일을 도맡아 했다. 1982년부터 1984년까지는 대한수학회 회장을 맡아 학술지 현대화, 수학회상 신설, 춘계발표회 복원, 기금 확립, 수학교육심퍼지엄 창립, 『수학논총』과 <뉴스레터> 창간, 지부 제도, 분과 제도를 확립했다. 2015년 2월에는 『대한수학회 70년사: 1946-2016』의 편찬위원장을 맡아, 이듬해에 844쪽에 이르는 성과를 내놓았다.
이에 2019년 과학기술유공자 자연분야에 지정되었다.

## 포상
- 1987년: 국민훈장 동백장
- 1994년: 대한민국학술원상
- 2007년: 한국과학기술한림원상

## 참고자료
- 대한민국 과학기술정보통신부 홈페이지  보관됨 2020-09-27 - 웨이백 머신
- 네이버캐스트 인생스토리 박세희 서울대 수학과 명예교수
- 서울대학교 수리과학부 명예교수 박세희 홈페이지